# Đoàn Thị Ngọc Hà
Đoàn Thị Ngọc Hà (sinh ngày 22 tháng 10 năm 1960) là cán bộ tư pháp người Việt Nam, từng giữ chức Thẩm phán Tòa án nhân dân Thành phố Hồ Chí Minh. Hiện bà đang là Thẩm phán Tòa án nhân dân tối cao tại Tòa án nhân dân tối cao thành phố Hồ Chí Minh và thành viên Đoàn luật sư Thành phố Hồ Chí Minh và Liên đoàn luật sư Việt Nam.

## Danh hiệu
- Huy hiệu 30 năm tuổi Đảng (Đảng Cộng sản Việt Nam), được trao vào 2/9/2015[2]